# Michael Mols
Michael Alexander Mols (nació el 17 de septiembre de 1970 en Ámsterdam, Países Bajos) es un jugador de fútbol profesional actualmente retirado. Salió de la cantera de Ajax, también jugó en Cambour, FC Twente, Rangers FC y FC Utrecht.
Se lesionó gravemente jugando para Rangers en 1999, en un partido de la Liga de Campeones contra Bayern de Múnich. Jugó seis veces para la Selección de fútbol de los Países Bajos.

## Clubes
| Club               | País         | Año       |
| ------------------ | ------------ | --------- |
| Cambuur Leeuwarden | Países Bajos | 1991-1992 |
| FC Twente          | Países Bajos | 1992-1996 |
| FC Utrecht         | Países Bajos | 1996-1999 |
| Rangers FC         | Escocia      | 1999-2004 |
| FC Utrecht         | Países Bajos | 2004-2005 |
| ADO Den Haag       | Países Bajos | 2005-2007 |
| Feyenoord          | Países Bajos | 2007-2009 |

- Datos: Q658278
- Multimedia: Michael Mols / Q658278